# Шаджин-лама
Ша́джин-лама калмыцкого народа (калм. Хальмг таңһчин Шаҗн лам) — в прошлом титул главы буддистов-калмыков, с 1990-х годов — титул главы «Объединение буддистов Калмыкии».

## История
Институт шаджин-лам калмыцкого народа как часть государственной системы Российской империи сформировался после ликвидации Калмыцкого ханства, хотя и до начала 1770-х годов при калмыцких ханах находились ламы, единолично возглавлявшие буддийское духовенство. В имперский период кандидат назначался на должность Шаджин-ламы по распоряжению имперской администрации. В 1920-е годы должность стала выборной, в период репрессий против калмыцкого духовенства была ликвидирована, и вновь восстановлена в начале 1990-х годов. В 1992 году кандидатура Э. Омбадыкова была утвержденана Чрезвычайной конференции буддистов Калмыкии и Астраханской области и этот титул Омбадыков занимал вплоть 2023 года, пока не был объявлен иностранным агентом властями РФ за публичное осуждение российского вторжения на Украину. После Омбадыкова титул занял Мутул Овьянов.

## Список Шаджин-лам
| №     | Шаджин-лама                         | Годы      | В должности |
| ----- | ----------------------------------- | --------- | ----------- |
| I     | Зая-Пандита                         | 1639—1662 | 23 года     |
| II    | Бюкюнчин-лама                       | ?         | ?           |
| III   | Шакур-лама                          | 1718—1736 | 18 лет      |
| IV    | Орчи-лама                           | ?         | ?           |
| V     | Лоузанг-Джалчин                     | ?—1771    | ?           |
| VI    | Сойбинг                             | 1800—1806 | 6 лет       |
| VII   | Джамба Габунг Намкаев               | 1836—1847 | 11 лет      |
| VIII  | Гелик-лама                          | 1852—1858 | 6 лет       |
| и. о. | Цюрюм Дензен                        | 1858—1861 | 3 года      |
| IX    | Арша Онгоджаев                      | 1861—1864 | 3 года      |
| X     | Габунг Зунгру Бучеев                | 1865—1873 | 18 лет      |
| XI    | Зодба Ракба Самтанов                | 1873—1886 | 13 лет      |
| XII   | Боро Шара Манджиев                  | 1887—1897 | 10 лет      |
| XIII  | Джимбе Балдан Делгеркиев            | 1898—1906 | 8 лет       |
| XIV   | Чимид Балданов                      | 1907—1920 | 13 лет      |
| XV    | Гавва Саперов                       | 1920—1924 | 4 года      |
| XVI   | Чемпель Баслиев                     | 1922—1925 | 3 года      |
| XVII  | Лубсан-Шарап Тёпкин                 | 1925—1931 | 6 лет       |
| XVIII | Тувандоржи Цымпилов                 | 1990—1992 | 2 года      |
| XIX   | Эрдни Омбадыков, Дилова-хутухта XII | 1992—2023 | 31 год      |
| XX    | Мутул Овьянов                       | с 2023    | по наст.    |